# Angie Palacios
Angie Paola Palacios-Dájomes (Shell, 12 settembre 2000) è una sollevatrice ecuadoriana.

## Biografia
È sorella minore della sollevatrice Neisi Dajomes-Barrera.
Ha rappresentato l'Ecuador alle Olimpiadi di Tokyo del 2020. Si è classificata sesta con un totale di 226 kg nella categoria dei pesi medi (fino a 64 kg).
Ha vinto la medaglia d'oro nella gara femminile da 71  kg ai Giochi Panamericani del 2023 tenutisi a Santiago del Cile. 
Nel 2024, ha vinto la medaglia d'oro nella sua gara ai Campionati Panamericani di Sollevamento Pesi tenutisi a Caracas, in Venezuela.
Nel 2024, Palacios ha gareggiato nell'evento femminile da 71  kg alle Giochi della XXXIII Olimpiade tenutosi a Parigi.  
Ha vinto una medaglia di bronzo con un totale di 256 kg.